# Hippomanti
Hippomanti (av grekiskans hippos, 'häst', och manteia, 'spådom') är konsten att av hästars gnäggande och rörelsesätt förutsäga framtiden. Enligt Herodotos använde perserna denna typ av spådom.